# 정민규 (1999년)
정민규(1999년 12월 10일 ~ )는 대한민국의 배우다.

## 방송
- 보이즈 플래닛 (2023) - 38위

## 드라마
- 빌런의 나라 (2025, KBS2) - 서영훈 역

## 공연
- 어느 계단 연대기 (2017)